# 栗田定之丞
栗田 定之丞（くりた さだのじょう、1768年1月6日〈明和4年11月17日〉 - 1827年12月16日〈文政10年10月28日〉）は江戸時代の久保田藩士。諱は如茂（ゆきしげ）。主な功績は、栗田流の植林法（寒向法）を確立し、それを一般に広め久保田藩の海岸砂防林を作ったことである。その他にも、各種の開拓事業を進めている。
栗田定之丞は戦前の修身の国定教科書の巻四に記載された。公益の徳目として、18年間苦労して防砂林を造り、栗田神社に祀られているとした。
墓所は秋田市楢山古川新町の宝徳山満福寺にあり、墓石は（北緯39度42分16秒 東経140度07分28秒 / 北緯39.704465度 東経140.124566度）に位置する。戒名は耕昌院如茂定雲居士である。

## 人物

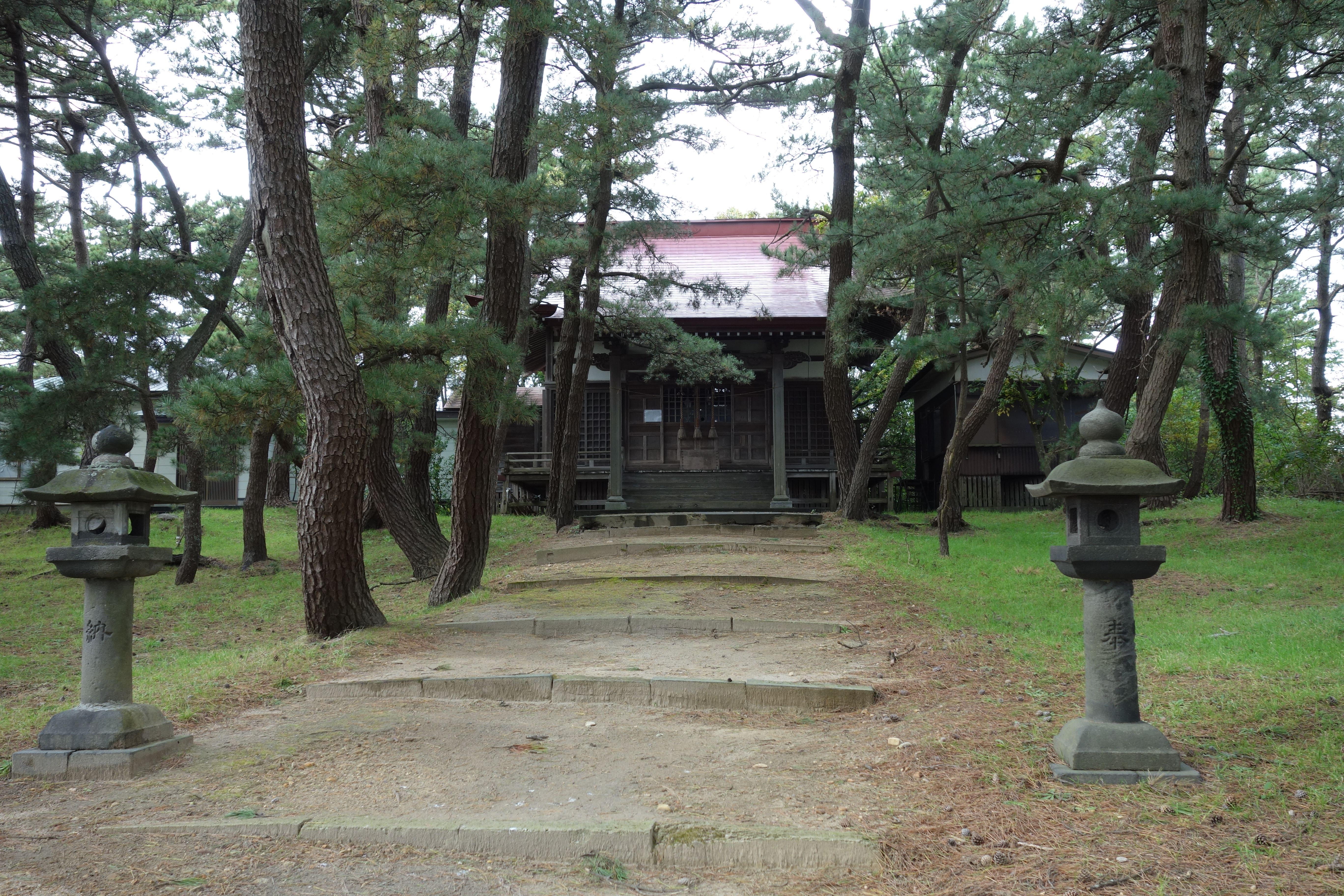
秋田市新屋にある栗田神社

### 砂防に取り組むまで
栗田定之丞は久保田城下の中亀ノ町(現楢山南中町)に生まれる。実父は久保田藩士の高橋内蔵右衛門勝定、母は宇佐見三十郎の娘で、三男であった。幼名は「仁助」。両親は最初、定之丞を掃除坊主の養子にしようとして、定之丞の剃髪を試みるが、熟睡時を狙っても定之丞の意思は堅く坊主として多くの人に使われるよりは、たとえ3人扶持の赤貧の養子でも良いと主張し、両親はその縁談をあきらめている。
14歳の時、栗田家の養子になり、名を「彌太郎」とした。栗田家の祖は源頼季で、長年善光寺の別当を務めたが、天正年間に退転した。養子入りは栗田茂寛の3歳の娘である金子の婿になる形であったが、彌太郎は金子が自分の妻であることを知らないで、妹として保育に力を入れ、おぶって遊んでいたという。事情を知っても養子入りから更に十余年で始めて結ばれている。
1783年（天明3年）3月13日、茂寛の実子である茂光が早世したため、11月に彌太郎が栗田家を嗣いで、名を小右衛門、諱を定之丞如茂とした。この年、17歳にして藩主・佐竹義敦に御目見し、大番への出仕を命じられる。定之丞は性格が剛毅で文武に励み、庶民への情に厚かった。この年は天明の大飢饉の年で、藩は12月に施行小屋を八橋村に建て、貧民や身寄りが無い人を選んで約800人に毎日白米3合を支給している。
1788年（天明8年）1月、定之丞は御金蔵の物書加勢に選ばれ、1791年（寛政3年）には定加勢に進んで藩会計の分担の仕事に就いている。しかし、この年の12月に病気で一時退役した。寛政4年には金子と正式に結婚し、1794年（寛政6年）の9月に長子の茂教が生まれる。
1796年（寛政8年）8月には再仕官して、河辺郡新屋村の唐船見御番を命じられた。当時は海防の重要性が認識されていた。唐船見御番は中村集落の西方で海に突出する小さな丘の上にあった。これは砂の中に土を盛ったもので、黒船来航時にはやや東方に後退し、林の中に胸壁を作ったものであったという。当時の唐船見御番は6ヶ月交代で、翌年の1月か2月まで在職していたと思われる。この時、砂防の重要性と造林が国防に繋がることを定之丞は認識したのかも知れない。

### 植林の研究と成功
1797年（寛政9年）の秋に定之丞は山本郡の林取立役に任命され、更に郡方御物書と砂留方を兼任されられる。当時の山本郡の林取立役は4人いて、その4人で植林砂防をすることになったが年ごとに莫大な金額と人員を使ってもその甲斐がなく、いくら植林しても砂に埋没するありさまだった。翌1798年（寛政10年）にはその役は1人で引き受けることになった。役頭の大森六郎右衛門に相談すると、大口村の兵右衛門、浅内村の五右衛門、水沢村の庄藏は以前から砂留方に励み褒賞をもらった人物だから、彼らに相談すると良いと言われる。定之丞は3人を呼び、銀若干を与え話を聞いた。更に、9月末から10月始めまで八森村から芦崎村まで一村につき一・二夜滞留して巡回した。以前の植林が成功した場所は全体の百分の一に過ぎなかったが、珍しく成功した場所の植林時期と植林法を村人に尋ねた。3人は口をそろえて「砂留めは普通の忍耐ではとうてい出来ることではない。たとえば一ヶ所50間の所に20年余りも継続しないとだめだし、植え付けに成功しても春秋の2回は人を出して念入りに手入れをしなければならない。毎年の手入れが継続しないと、すぐハゲ山に変わってしまう」と、植林にはかなりの年月と金額、人員を必要とするとの証言をした。
そこで定之丞はとにかく協力者を求め、各村の肝煎を集めて人足を募集した。しかも財政逼迫の折だから日雇銭を出せないが、成功したなら生活が楽になると説得した。今までは工賃を貰えたのに、それが覆されたのだから不平から定之丞に対する憎悪となった。定之丞自身も休息を取らずに、わざわざ大風雪の日を幸いとして、工事をして高みから苗を観測した。大内田村の神官である清水直宣の栽松止砂風記には「初めは定之丞が仕事をさせるのは農閑期だった。そのため苗を植える季節は初冬で、人足を率いて海風の中を往来していた。皆は仕事は達成できないものだと思い、定之丞を笑う者や、恨む者がいて仕事の引き継ぎ時に罵声を定之丞に浴びせる。しかし定之丞はそれを意に介さなかった」とある。この時、定之丞が丹下氏に出した手紙には戦場にただ1人出て敵と差し違える決意で業務に向かうことが、後生の手本になると彼の気持ちを語っていた。
このとき、清水直宣の栽松止砂風記では「定之丞が地方を巡回する際に、一面の砂浜に一点の青いものが見えた。近寄って見れば破れた草鞋の陰に草が生えているものであった。定之丞はそこで、藁を束ねて砂の上にさし、風の陰にヤナギを植林して、根付いたなら土で根を包んでアキグミを植え、これも根付いたならその陰に初めて松を植えることで初めて松を生長させることができた」としている。この記述は栗田家の伝承と一致する。
工事は南部の浜田村から始まり、1798年（寛政10年）から1804年（文化元年）の工事で砂山は草地が多くなり、松苗が点々として砂が飛ぶことが少なくなった。長百姓の大山惣四郎はそれまで定之丞を大いに罵倒して「次の春に松苗が生えていれば、首をやる」と言っていた。しかし、翌年松苗が生えていたので改心して夜を徹して定之丞の官宅に泊まり込みで仕事をし、袴田與五郎に書簡を書いてもらいひたすら謝って、無罪放免となった。
浅内村では植林の結果新田開発が可能になった。1794年（寛政6年）では新田開墾が22石だったのが、1802年（享和2年）で73石になり、1805年（文化2年）では105石余となった。これは浅内村の枝郷の黒岡村での堤の完成によるもので、浅内沼の下流の通称ヨブ谷地と言われる難所での堤の完成も、植林による砂留の効果であると考えられる。また、1808年（文化5年）と1809年（文化6年）の凶作の時には、食糧不足が発生したが、農民は砂留山の雪の中から草の根を取り食料とし、また薪を松林から取って焚き物にすることができた。
定之丞はこの成果により佐竹義和から1805年（文化2年）10月15日、20石を加増された。
定之丞が植えた松は能代市内に古木として一部が残るほか、沿岸の防砂林は人々によって植林が続けられ風の松原と呼ばれる広大な林になっている。

### 秋田郡・河辺郡での砂防事業
山本郡内の植林に成功した定之丞は郡方見廻役になり、御物書と砂留兼帯として河辺郡に転勤となった。そこでも同じ方法で文化年間に約300万本の植林に成功した。
新屋の砂防事業は1807年（文化4年）から始まった。定之丞は「もともとは山林もあり『いろは釜』と称したほどの多くの塩釜があったが、乱伐で薪もなくなり一、二の釜を残すばかりになっていた。西山が砂山と化してから百年にもなっていた。冬の強風で住宅や田畑が半分も埋まってしまっているという毎春であった。『新屋千軒』といわれていたこの地方も450～460軒に減り、このままでは西山通りも勝平山のような毛無し山になってしまうであろう」と植林に取り組む前の状況を記している。定之丞は山本郡で成功した方法を取り入れ松を主役にして植林を進めた。ここでも住民による反発はあったが、強硬に方針を推進した。「駄々之丞」と噂されても意に介さなかったほど、自己主張も強かったようである。
1820年（文政3年）の新屋村肝煎武兵衛以下の連名の書き上げには、関町の堰は砂防工事が3、4年で完成し、水田300石の水源も安心できるようになったこと、以前の埋没耕地も次第に起き返りつつあること、ぐみも根付き3、4年で苗木も多く取れるようになり、南北一里、東西四里半もあった飛砂被害地ももう心配なくなったこと、ぐみの実は8月から10月までの村の女房子供の収穫物になり、期間中で300貫文ほどの収入になっていることなどを記している。定之丞は新屋と並行して、中野や飯島でも植林を進めたが、ここでも村人の抵抗があった。時には食事にからまる陰にこもった意地悪もあったという。
1816年(文化13年)には約十年に及ぶ功がなったことが上申書に見える。砂防林の完成は、数十石に及ぶ耕地開発上の効果があった。
のちに、定之丞は六郡の御普役や下三郡諸木取立役等を務め50歳のとき郡方吟味役となり、植林の第一線からしりぞいた。
1827年（文政10年）に35石の加増を受けた。その3ヶ月後の10月28日に「100年後ともなればこの植林地は伐採期になり、金目当てに乱伐されるだろうが、そうなればもとの砂丘になる。そんなことをせぬように孫たちに伝えてくれ」と言い残して61歳の生涯を閉じた。

## 顕彰・記念碑

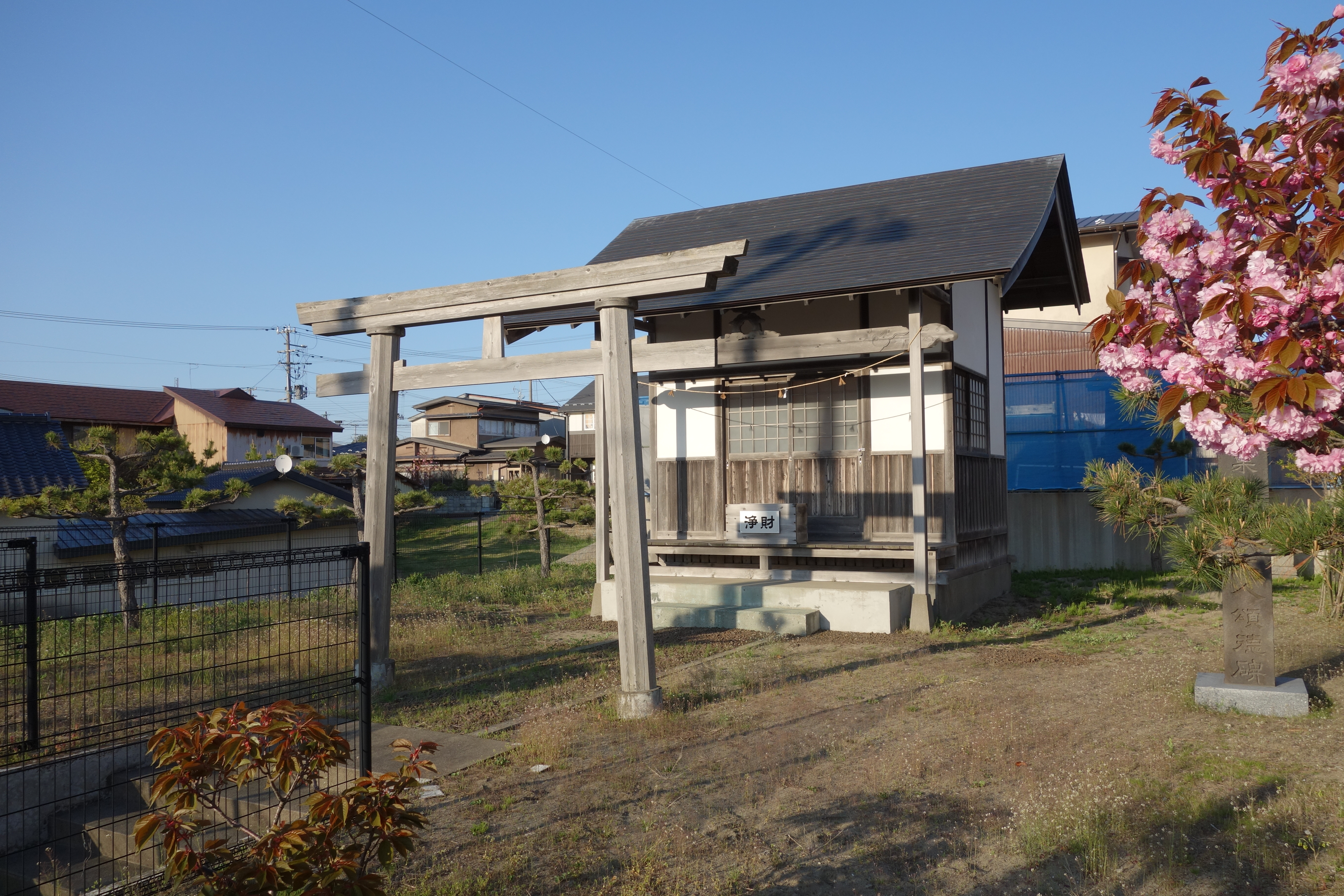
能代市豊祥岱4にある能代栗田神社

1828年（文政11年）新川通に小祠を建て栗田大人として祀られた。さらに1857年（安政4年）藩へ請願して栗田神社を建て栗田大明神と称することを許された。そして1912年（大正元年）8月13日に雄物川改修工事によって現在の地に遷座する。秋田県秋田市新屋の栗田神社には、奥山君鳳の文による1832年（天保3年）10月の碑が建っている。
秋田市楢山南中町の楢山公園には栗田定之丞住宅址の石碑がある。
能代市豊祥岱にも栗田神社があり、「栗田定之丞如茂の事績」の説明看板がある。元々は能代市長崎藤山の消防分団（長崎地区コミュニティ消防センター）の脇にあったが、2003年（平成15年）に敷地の後ろに大きな道路が通るため移転された。出戸小児公園には「栗田定之丞の植えた松」の標柱がある。能代市大内田村では1863年（文久3年）に清水直宜が「栽松止風沙記」をまとめて額に草して金比羅神社に掲げ栗田の偉業をたたえ、天保年間に栗田の碑を建て仏誕会に祭祀を行ったという。現在の頌徳碑は1936年（昭和11年）に「栗田如茂大人功徳碑」として、栗田の墓碑前に建てられたものである。現在は豊祥岱の栗田神社前にある。
墓所は、秋田市楢山古川新町の寳徳山満福寺。昭和59年、顕彰会が新たに墓石を旧墓石の隣に建立し開眼供養をし、同地に顕彰板を立てる。戒名は耕昌院如茂定雲居士。墓石の後ろにはその功績をたたえ、松が植樹されている。
1915年（大正4年）、従五位を追贈された。